# Saint-Germain-de-Martigny
Saint-Germain-de-Martigny è un comune francese di 101 abitanti situato nel dipartimento dell'Orne nella regione della Normandia.

## Società

### Evoluzione demografica
Abitanti censiti